# EFTP
EFTP(이 줄임말에 대한 본디말로서는 여러 가지가 언급되고 있다. Easy File Transfer Protocol, Ether File Transfer Protocol, 혹은 Experimental File Transfer Protocol이라고도 한다.)는 매우 간단한 컴퓨터 파일 전송 프로토콜이다. 1970년대 후반, 제록스 파크가 파크 유니버설 패킷(PUP) 프로토콜 모음을 개발하였는데, EFTP는 그중 일부로 들어가 있다. TCP/IP 프로토콜 모음의 TFTP에 많은 영향을 주었다. 
후속 프로토콜인 TFTP와 마찬가지로, EFTP는 신뢰성 있는 바이트 스트림 프로토콜에 기반하고 있지 않다. 여기서 PUP의 경우에는 신뢰성 있는 바이트 스트림 프로토콜은 바이트 스트림 프로토콜이 된다.) 그러한 프로토콜에 기반하는 것이 아니라 EFTP는 기본적인 인터네트워크 레이어 위에 바로 올라간다. EFTP의 초기 버전은 이더넷 패킷 상 위에 바로 구현되기도 하였다. TFTP와 마찬가지로 EFTP는 간단한 락-스텝(lock-step) 프로토콜이다. 어느 시점에서 관찰하면 돌아다니는 패킷은 오직 한 개뿐이며, 그 패킷이 관찰된다. 파일 전송이 끝날 때까지 계속, 어느 한 쪽 편은 다른 쪽 편으로부터 받은 패킷에 대해 각각마다 응답 패킷을 만들어  응답(reply)을 한다.
EFTP라는 프로토콜이 꽤 간단하기 때문에, 매우 작은 용량의 컴퓨터 메모리만 가지고도 구현이 가능하다. 당시에는 메모리를 적게 쓰는 것이 관건이었다. EFTP는 제록스 알토를 이더넷 상에서 네트워크 시동(부팅)을 하도록 시키는 데 이용되었다. 또한 프린터 스풀러 혹은 레이저 프린터 등으로 파일을 전송하는 데 이용되었다.
TFTP와는 달리, EFTP는 파일 전송 전에 파일 이름을 보내는 절차를 가지고 있지 않았다. 그러한 이유로, EFTP는 파일 이름이 필요하지 않은 곳에 쓰인다거나(프린터 스풀링이 그 예이다.) 혹은 파일 이름을 제공하는 다른 프로토콜과 함께 쓰이곤 하였다. (부팅이 그 예이다.)

## 참고 문헌
- John Shoch, EFTP: A PUP-based Ether File Transfer Protocol (Xerox PARC, Palo Alto, June 1976)
- Ed Taft, Spruce Protocols (Xerox PARC, Palo Alto, June 1979)
- Ed Taft, David Boggs, Alto Boot Protocol (Xerox PARC, Palo Alto, February 1979)